# Girls Saurus
Girls Saurus (ガールズザウルス, Gāruzu Zaurusu) é uma série japonesa de mangá escrita e ilustrada por Kei Kusunoki. Foi publicada pela Shogakukan na revista mensal Shōnen Sunday Super entre abril e dezembro de 2002, sendo reunida em três volumes tankōbon entre 18 de abril e 18 dezembro do mesmo ano.[carece de fontes?] Girls Saurus ainda foi publicado na França e na Itália pelas editoras Muteki e Play Press, respectivamente.[carece de fontes?]
A série recebeu uma sequência intitulada Girls Saurus DX (ガールズザウルスDX, Gāruzu Zaurusu DX), que foi publicada na revista mensal Monthly Sunday Gene-X entre agosto de 2003 e dezembro de 2008. Girls Saurus DX foi compilada em dez volumes tankōbon entre 8 de agosto de 2003 e 19 de dezembro de 2008.

## Enredo
Tudo começou quando Shingo Chiryu, um garoto do colegial, recebe uma declaração de amor de uma garota obesa e assustadora. Chocado, Shingo a rejeita, o que a deixa irritada e a leva a espancá-lo.
Bestante ferido, Shingo é levado ao hospital e nele fica internado por um mês até que finalmente pode voltar à escola, porém ele adquire ginofobia (medo de mulheres). Determinado a tornar-se mais forte para não mais temer ataques de garotas e se recuperar de sua fobia, ele decide entrar no clube de boxe, mas por engano ele entra no clube de boxe de combate, uma modalidade de boxe para mulheres, e lá ele reencontra Haruka Nishiharu, a garoa que o espancou, porém totalmente mudada: ela emagreceu e se tornou muito atraente. Esta garota agora odeia Shingo, mas ainda se sente atraída por ele. Apesar disto, ele decide continuar no clube e tem que conviver com as garotas que participam dele, incluindo Haruka, para tentar superar seu medo de garotas.

## Personagens

### Alunos membros do clube de boxe
Shingo Chiryū
Shingo é o protagonista masculino da série, e tem 16 anos de idade. Um certo dia, Haruka, uma menina com obesidade mórbida, ficou nua e confessou o seu amor a ele. Quando ele a rejeita, Haruka esmaga Shingo, o deixando hospitalizado por um mês. A partir daí, Shingo desenvolve ginofobia, vendo todas as mulheres como "dinossauros". No entanto, ele mais tarde revelou ter sentimentos amorosos crescentes por Haruka, mas não o suficiente para superar sua ginofobia.
Haruka Nishiharu
Haruka é uma menina que esmagou Shingo sob seu enorme peso. Quando Shingo deixa o hospital e volta para a escola, Haruka já tinha perdido tanto peso que Shingo não a reconhece, até que ele percebe a verruga dupla nos seios dela. Ela ainda é apaixonada por ele e muitas vezes tenta arranjar situações para se aproximar, mas na maioria das vezes as tentativas são interrompidas por alguma das outras garotas ou pela própria ginofobia de Shingo.
Nozomi Kanayama
Nozomi é outra garota que está no clube de boxe. Ela possui um corpo muito subdesenvolvido, tendo a aparência de uma menina criança. Ela ama Shingo e tenta fazer qualquer coisa para se aproximar do rapaz, embora que ele a ignore devido ao seu corpo infantil.
Akira Sakō
Akira é uma garota que possui a típica personalidade de um menino, sendo também a herdeira de uma rica família muito tradicional. Ela é uma aluna do segundo ano do ensino médio, e faz parte do clube de boxe da escola. Akira queria ter nascido como um menino e, consequentemente, muitas vezes age e se veste como um, deixando Shingo muito desconfortável quando ela se despe em sua frente. Mais tarde, ela mostra ter atração por Shingo, e muitas vezes demonstra ter ciúmes quando uma garota fora do clube de boxe se mostra interessada por ele.
Hijiri Fusō
Hijiri é a enfermeira da escola e a líder do clube de boxe. Ela frequentemente trata Shingo como seu cachorro de estimação e tem um narcisismo severo, acreditando que todos os homens estão apaixonados por ela e que todas as garotas tem ciúmes de sua beleza.
Hotaru Hoshigaoka
Hotaru é uma aluna recém-transferida para a escola de Shingo. Ela possui grandes seios, além de ser desajeitada, o que geralmente a faz danificar objetos ou causar ferimentos a outras pessoas. Ela também é apaixonada por Shingo desde quando ele tentou ajudá-la com seu desajeitamento.

### Outros personagens
Subaru Chiryū
Subaru é a irmã mais nova de Shingo, que por um tempo se veste como um menino, mas agora se veste como uma garota. Apesar de ainda estar no ensino fundamental, ela passa por um grande surto de crescimento ao longo da série e agora se assemelha a uma adolescente. Ela tem um forte "complexo de irmão", desejando mais do que tudo ser a esposa de seu irmão. Ela muitas vezes tenta beijá-lo e faz coisas extremas para chamar a atenção dele.
Arahata Tsuyoshi
Arahata é um garoto que amava Nishiharu quando ela era obesa. Ele é o líder do clube de boxe de sua escola. Arahata possui uma espécie de fetiche por obesas, e tenta engordar Nishiharu assando doces e cozinhando para ela.
Tsubasa Kōnan
Tsubasa é um garoto que muitas vezes é confundido com uma garota devido a sua aparência. Ele estuda na mesma escola que Arahata. Tsubasa frequentemente fica envergonhado, pois todos os outros rapazes olham para ele como se ele fosse uma garota, e é por isso que ele quer se tornar o homem ideal. Ele é apaixonado por Nozomi.
Shiogamaguchi Ichigo
Shiogamaguchi é uma garota de aparência magra e doente. Ela é obcecada por Shingo, e utiliza todos os meios necessários, até mesmo magia negra, para tentar conquistá-lo.
Misao Sakō
Misao é a mãe de Akira. Ela é uma mulher muito tradicional e chefe da família Sakō. Ela tem um olhar muito assustador, com um rosto demoníaco no fundo.
Shizuku
Shizuku é uma garotinha travessa que Shingo conheceu quando ele foi hospitalizado pela segunda vez. Shingo pensou que ela estava com uma doença terminal.
Tomoe Hongo
Tomoe é uma detetive que frequentemente acusa Shingo de realizar um crime que ele não cometeu.
Tsurumai Shiori
Tsurumai é uma atraente garota da escola de Shingo. Ela tem um guarda-costas, além de ser considerada a "Madonna" da escola. Além disso, Tsurumai possui uma personalidade sádica e se apaixona por Shingo devido a sua fobia pura e absoluta que ele exibe quando próximo a ela. Tsurumai também tem um rottweiler chamado Alexander.
Natsume
Natsume é uma enfermeira que cuidou de Shingo quando ele foi hospitalizado.
Kaede
Kaede é uma ninja que serve a família de Akira. Ela parece ter se apaixonado por Shingo.

## Mídia

### Mangá

#### Girls Saurus
Girls Saurus é uma série japonesa de mangá escrita e ilustrada por Kei Kusunoki. Foi publicada pela Shogakukan na revista mensal Shōnen Sunday Super entre abril e dezembro de 2002, sendo reunida em três volumes tankōbon entre abril e dezembro do mesmo ano.[carece de fontes?]

##### Lista de volumes
| N.º | Data de lançamento     | ISBN              |
| --- | ---------------------- | ----------------- |
| 01  | 18 de abril de 2002    | 978-4-09-126401-5 |
| 02  | 9 de agosto de 2002    | 978-4-09-126402-2 |
| 03  | 18 de dezembro de 2002 | 978-4-09-126403-9 |

#### Girls Saurus DX
Uma sequência da série principal, intitulada Girls Saurus DX (ガールズザウルスDX, Gāruzu Zaurusu DX), foi publicada na revista mensal Monthly Sunday Gene-X entre agosto de 2003 e dezembro de 2008, e compilada em dez volumes tankōbon entre 8 de agosto de 2003 e 19 de dezembro de 2008.

##### Lista de volumes
| N.º | Data de lançamento      | ISBN              |
| --- | ----------------------- | ----------------- |
| 1   | 8 de agosto de 2003     | 978-4-09-157231-8 |
| 2   | 19 de fevereiro de 2004 | 978-4-09-157232-5 |
| 3   | 16 de julho de 2004     | 978-4-09-157233-2 |
| 4   | 18 de março de 2005     | 978-4-09-157234-9 |
| 5   | 19 de dezembro de 2005  | 978-4-09-157235-6 |
| 6   | 19 de janeiro de 2007   | 978-4-09-157080-2 |
| 7   | 19 de julho de 2007     | 978-4-09-157099-4 |
| 8   | 19 de dezembro de 2007  | 978-4-09-157119-9 |
| 9   | 19 de maio de 2008      | 978-4-09-157134-2 |
| 10  | 19 de dezembro de 2008  | 978-4-09-157157-1 |